# 円明町 (名古屋市)
円明町（えんめいちょう）は、愛知県名古屋市西区にある地名。丁目は設定されていない。住居表示未実施。

## 地理
西区北西部に位置する。東から北は北名古屋市、西は平出町・山木、南は山田町中小田井に接する。岩倉街道沿いに街並みが続いているのが特徴。

## 歴史

### 沿革
- 1972年（昭和47年） - 西区山田町平田の一部により西区円明町として成立[1]。

## 世帯数と人口
2019年（平成31年）2月1日現在の世帯数と人口は以下の通りである。
| 町丁   | 世帯数  | 人口  |
| ------ | ------- | ----- |
| 円明町 | 329世帯 | 733人 |

## 学区
市立小・中学校に通う場合、学校等は以下の通りとなる。また、公立高等学校に通う場合の学区は以下の通りとなる。
| 番・番地等 | 小学校               | 中学校               | 高等学校 |
| ---------- | -------------------- | -------------------- | -------- |
| 全域       | 名古屋市立平田小学校 | 名古屋市立平田中学校 | 尾張学区 |

## 交通
- 愛知県道59号名古屋中環状線

## その他

### 日本郵便
- 郵便番号 : 452-0831[4]（集配局：名古屋西郵便局[9]）。